# Ганчо Савов
Ганчо Савов е български писател, учен, преводач и публицист.

## Биография
Ганчо Савов е роден на 25 октомври 1930 г. в Дряново. Завършва гимназия в Белград, получава висшето си образование по филология в университетите на Загреб, Сараево и Любляна. Работи в български издателства и периодични издания, както и в БАН. През 1974 е осъден на 18 години затвор по скалъпени обвинения в държавна измяна (шпионаж в полза на Югославия) и идеологическа диверсия. Излежава 11 години от присъдата си и е освободен през 1985 г. До 1989 г. не му е разрешено да работи по специалността си и да публикува. Принуден е да се препитава като работник. Негови приятели поемат риска да публикуват някои от произведенията му под различни псевдоними. След 1989 е реабилитиран с определение „необосновано репресиран“. Продължава активната си публицистична дейност. От 1994 до 1997 г. е главен редактор на сп. „Панорама“ и председател на Съюза на преводачите в България.
Преподава балканистика във Великотърновския университет, сътрудничи на редица периодични издания и издателства. Превел е няколко десетки книги и множество отделни произведения. Съставител на антологии. Лауреат на множество престижни български и чуждестранни литературни награди.
Член е на Асоциацията на интелектуалците „Кръг 99“ в Сараево, както и на Българския национален комитет на Европейската културна фондация. През май 2007, заедно с Кристин Димитрова, Георги Константинов, Никола Инджов, Димитър Гулев и Бойко Златев, Ганчо Савов участва в творческата среща между писатели от Сърбия и България, проведена в Цариброд, Сърбия, по покана на Сръбския ПЕН.

### Учебници
- „Южнославянските страни. Земя и народи, историческо и духовно развитие – кратък преглед“ (2004)
- „Южнославянските литератури през ХХ столетие. Литературно-исторически преглед“ (2002)
- „Южнославянските литератури до началото на ХХ век“ (2007, в съавторство с Хр. Бонджолов)

## Награди
- Златен почетен знак на Съюза на преводачите в България (1992)
- Почетна награда на Министерството на културата за принос в културата (1997)
- Награда „Балканмедиа“ (2000)
- Награда на сръбския ПЕН за преводите му на български език на сръбска литература (2000)
- Национална награда за литература „Рачо Стоянов“ (2003)
- Националната словенска награда за популяризация на словенската литература и почетното звание „Посланик на словенската литература и култура“ (2006)
- Награда на Съюза на преводачите в България за 2006 година
- Награда „Златен кръг“ от Асоциацията на сръбските писатели за популяризация на сръбския хумор и сатира (2010)